# Christian Gottlieb Blumhardt
Christian Gottlieb Blumhardt (* 29. April 1779 in Stuttgart; † 19. Dezember 1838 in Basel) war ein deutscher evangelischer Theologe und Mitbegründer der Basler Mission.

## Leben
Blumhardt wuchs als Sohn eines Schuhmachers in einem pietistisch geprägten Elternhaus auf. Von 1798 bis 1803 studierte er in Tübingen Evangelische Theologie.
Nach Abschluss seines Studiums wurde Blumhardt als Nachfolger von Carl Friedrich Adolf Steinkopf Sekretär der Deutschen Christentumsgesellschaft in Basel. Hier war er am 31. Oktober 1804 einer der Gründer der Basler Bibelgesellschaft. 1807 kehrte er in den württembergischen Kirchendienst zurück, zunächst als Vikar in Derendingen, ab 1809 dann als Pfarrer in Bürg. 1816 folgte erneut ein Ruf nach Basel, wo am 25. September 1815 von Christian Friedrich Spittler und anderen die „Evangelische Missionsgesellschaft Basel“ (kurz: Basler Mission) als Tochtergesellschaft der Deutschen Christentumsgesellschaft gegründet worden war. Blumhardt wurde deren erster Inspektor. Am 26. August 1816 eröffnete er eine Missionsschule, die in der Folge zahlreiche Missionare ausbildete, die zunächst im Auftrag holländischer und britischer Missionsgesellschaften ausreisten. Mit Erstarken der Basler Mission nahm Blumhardt eigene Missionsgebiete in den Blick, zunächst im südrussischen Kaukasus, dann ab 1827 im westafrikanischen Liberia und ab 1834 in Indien. Durch die Herausgabe des Missions-Magazins war Blumhardt bis zu seinem Tod einflussreich in der pietistisch geprägten Missionsbewegung.
Blumhardt war seit 1809 verheiratet mit Julia Maier aus Tübingen. Das Ehepaar hatte einen Sohn und eine Tochter. Blumhardt ist ein Onkel zweiten Grades des ebenfalls in Stuttgart gebürtigen Theologen Johann Christoph Blumhardt.

## Schriften
- Lazarus, der Kranke, Sterbende und Auferweckte (Homilien), 21827
- Versuch einer allgemeinen Missionsgeschichte der Kirche Christi, 3 Bde., 1828–37
- Grundlinien einer Hausordnung für d. ev. Missionsanstalt zu Basel, 1818, Neuaufl. 1888